# Helcmanovce
Helcmanovce jsou obec na Slovensku v okrese Gelnica.
Helcmanovce leží v údolí tvořeném Volovskými vrchy. Jedním z krásných zákoutí je řeckokatolický chrám (cerkev) ze 16. stol. zasvěcený sv. Michalovi. Chrám je po vnitřní rekonstrukci. Jedním z dalších krásných míst je hasičská zbrojnice dobrovolného hasičského sboru, budova obecního úřadu a místního kulturního domu.
Obcí vede od 26. července 1936 železniční trať Červená Skala - Margecany.

## Galerie

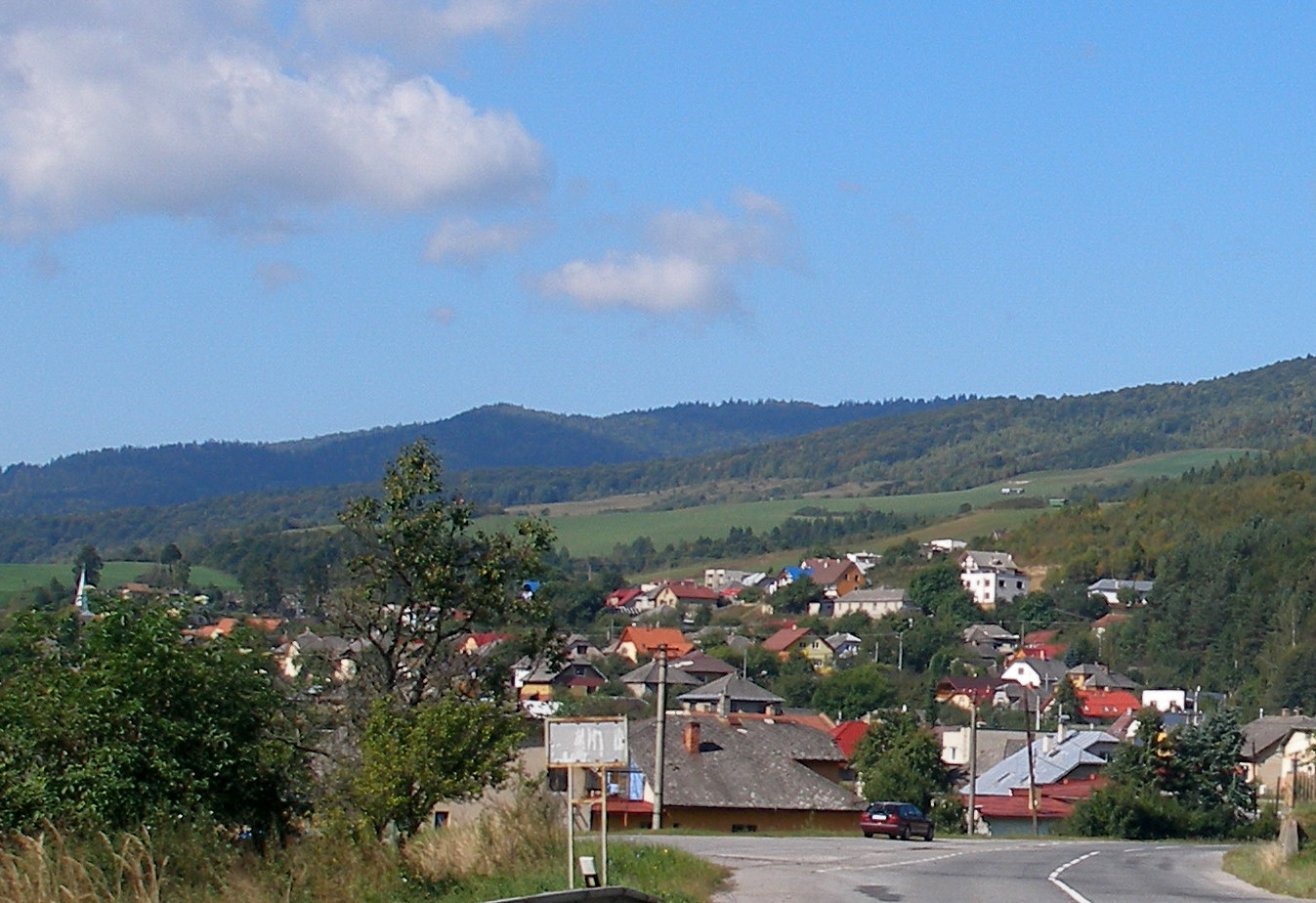
Pohled na obec
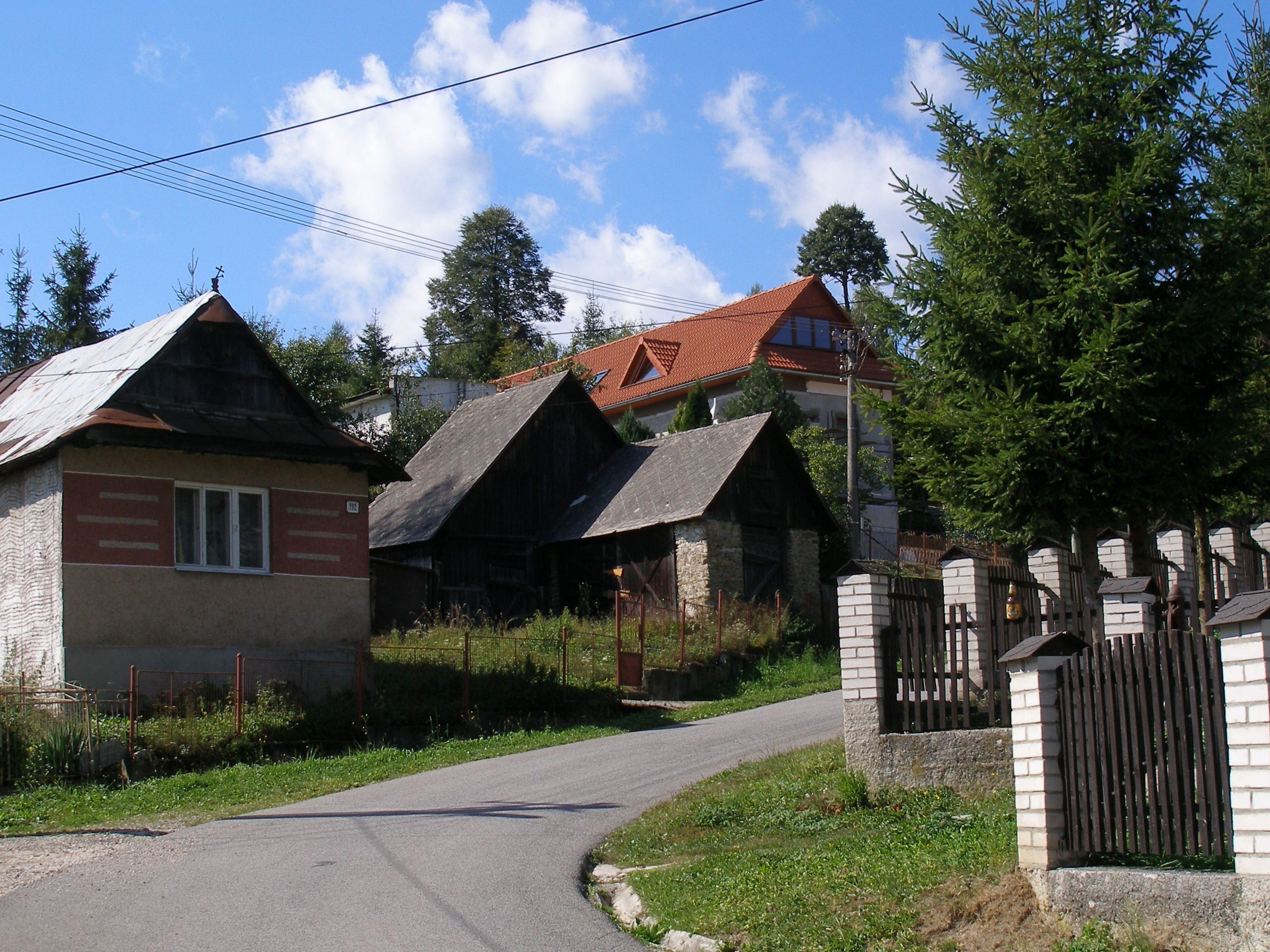